# Cotinusa stolzmanni
Cotinusa stolzmanni är en spindelart som först beskrevs av Władysław Taczanowski 1878.  Cotinusa stolzmanni ingår i släktet Cotinusa och familjen hoppspindlar. Inga underarter finns listade i Catalogue of Life.